# Dalopius naomii
Dalopius naomii is een keversoort uit de familie kniptorren (Elateridae). De wetenschappelijke naam van de soort is voor het eerst geldig gepubliceerd in 1981 door Kishii.